# Brejo da Madre de Deus
Brejo da Madre de Deus é um município brasileiro do estado de Pernambuco.
O município tem como seus principais distritos, A Sede, São Domingos e Fazenda Nova. Na Sede se encontra o Palácio Municipal Pedro Aleixo de Sousa onde funciona a Prefeitura. No Distrito de Fazenda Nova está localizado o icônico Teatro de Nova Jerusalém, onde se realiza anualmente a popular encenação "Paixão de Cristo de Nova Jerusalém" desde 1967.

## História

### Pré-história
No Sitio arqueológico da Furna do Estrago, em Brejo da Madre de Deus foi descoberta uma importante necrópole pré-histórica, com 125 metros quadrados de área coberta, de onde foram resgatados 83 esqueletos humanos em bom estado de conservação além de várias pinturas rupestres; estes vestígios ajudaram a desenvolver pesquisas sobre rituais fúnebres, a alimentação, a cultura e a religiosidade de grupos de caçadores e coletores que viveram na região a aproximadamente 10 mil anos.
Os indivíduos encontrados na Furna do Estrago possuíam uma cultura adaptada à caatinga. O clima da região ajudou a conservar esqueletos de crianças e adultos e pedaços de cérebro. Dentre os 83 esqueletos destaca-se o de um homem de aproximadamente 45 anos que foi enterrado com uma flauta feita de tíbia humana entre os braços. Não se sabe para que o instrumento era usado. Uma das teorias é de que o indivíduo poderia ser uma espécie de vigia, que avisava a população por meio do som. Também foram encontrados apitos no cemitério.
A análise dos restos mortais comprova que esses povos eram bem alimentados, praticavam a antropofagia, fabricavam a tecelagem a partir das fibras de palmeiras da região e possuíam uma divisão social relativamente acentuada. Este sítio foi escavado durante duas campanhas de campo, a primeira em 1983 e a segunda em 1987, sob a responsabilidade da arqueóloga Jeannette Maria Dias de Lima da Universidade Católica de Pernambuco.

### Origens e povoamento
O território pertencia à sesmaria de 21 léguas, concedida a Manuel da Fonseca Rego pelo governador da capitania de Pernambuco, o Marquês de Montebelo.
O povoamento do Brejo da Madre de Deus tem suas origens em 1710 quando o português André Cordeiro dos Santos estabeleceu-se na localidade que chamou de tabocas construindo ali um engenho de açúcar. O mesmo nome foi dado a um rio que passava nas extremidades, o Rio Tabocas.
O nome Brejo provém de sua situação em um vale formado pelas serras da Prata, do Estrago e do Amaro; e Madre de Deus é devido aos evangelizadores oratorianos, da confraria da Madre de Deus do Recife, mais conhecidos como da Congregação de São Filipe Néri que adentraram-se pelo interior da capitania, seguindo o curso do Rio Capibaribe e estabeleceram-se num local que hoje fica a quinze quilômetros da sede municipal. Ali, iniciaram a construção de um hospício mas, como naquele ano houve uma grande seca, resolveram mudar-se do lugar e foram para o Sítio Brejo de São José, também conhecido como Brejo de Fora, edificando então, em 1752, uma capela dedicada a São José. O povoamento da área está relacionado com a criação de gado nos meados do século XVIII, com a rota de passagem que ligava Olinda a Cabrobó através dos rios Capibaribe, Pajeú e o São Francisco e, posteriormente com a cultura do algodão a partir da década de 1780.
A partir da capela, a povoação que já parecia existir antes dela, passou a se denominar Brejo da Madre de Deus, evoluindo até tornar-se a sede municipal. Em 1760, a Congregação de São Filipe Néri doou meia légua de terras para o patrimônio da capela, área essa que corresponde ao atual perímetro urbano. A elevação à categoria de freguesia ocorreu em 1797 sendo o primeiro vigário, o padre Antônio da Costa Pinheiro. Em 3 de Agosto de 1799 foi constituído como distrito.

### Século XIX

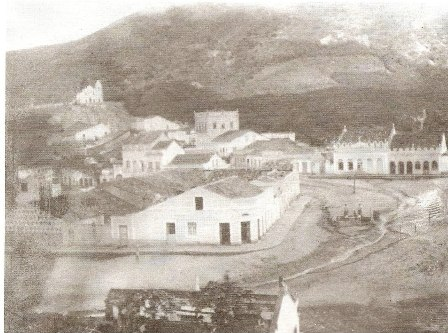
Centro do Brejo, primeira metade do século XX.

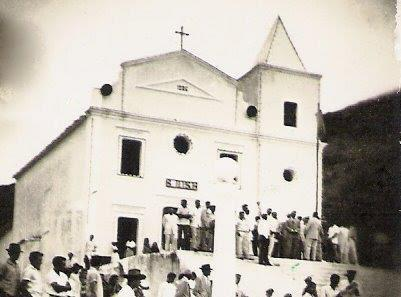
Igreja Matriz de São José, década de 1940.

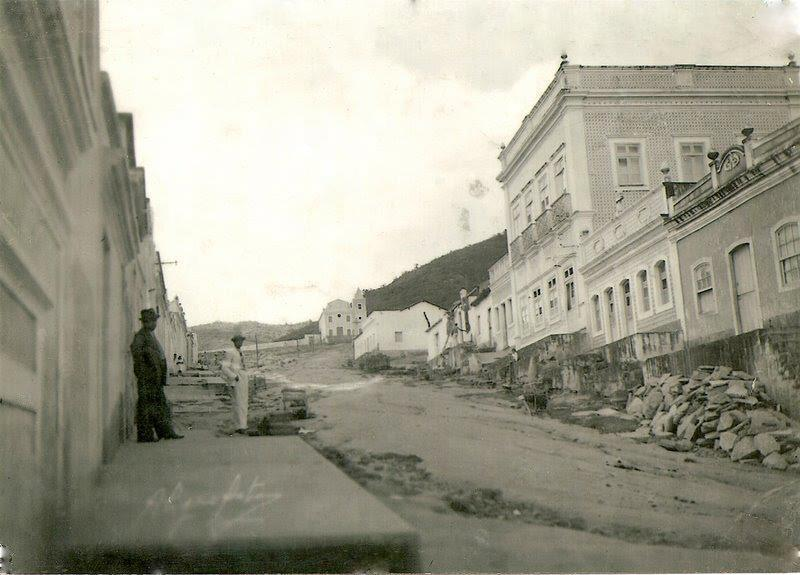
Rua de São José, década de 1940. Em destaque o sobrado do século XIX no qual hoje se localiza o Museu.

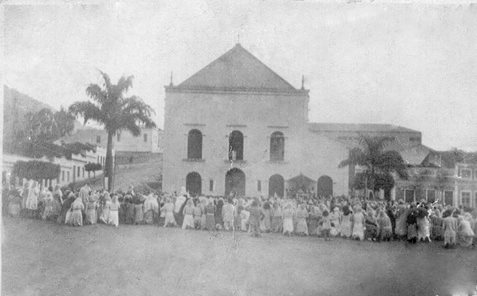
Antiga igreja de Nossa Senhora do Bom Conselho, década de 1940.

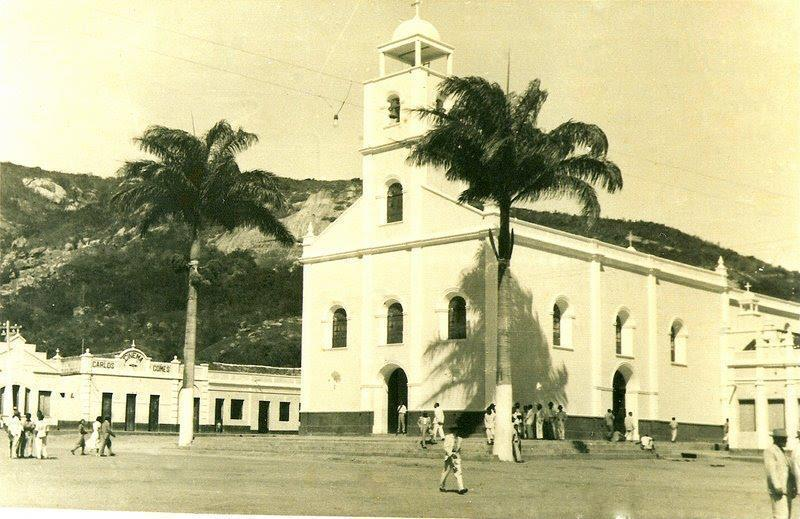
Igreja de Nossa Senhora do Bom Conselho, década de 1950. Em segundo plano o Cinema Carlos Gomes.

No início do século XIX a povoação pertencia a Vila de Cimbres, devido a localização e o clima o Brejo era um lugar prospero, tanto é que abrigava a residência dos Ouvidores da comarca do sertão e de autoridades militares.
Em 1823 ocorreu a primeira tentativa de elevar o povoado a categoria de vila, naquele ano foram enviadas duas representações a Assembleia Geral Constituinte, eram assinadas por Manuel Joaquim Cerqueira, Francisco Xavier Pais de Melo Barreto e outros moradores do Brejo; a petição solicitava ao Imperador D. Pedro I que fosse elevada a categoria de Vila o referido povoado. Os pedidos, contudo não foram acolhidos devido à dissolução da assembleia.
No ano seguinte, o revolucionário António Joaquim de Mello se achava  foragido no Brejo da Madre de Deus, na ocasião ele escreveu "Os Cahetés: Cantata Nacional", a canção ficou conhecida como: o Hino da Confederação do Equador. No dia 3 de Outubro de 1824 o Frei Caneca, Líder da Confederação, levantou acampamento próximo ao então povoado do Brejo no episódio da fuga que ele empreendeu, junto de seus companheiros, pelo interior de Pernambuco.
Em 1825 e em 1831 os moradores da povoação do Brejo dirigiram requerimentos ao Presidente da Província e ao Conselho Geral da Província, pedindo a criação da Vila, os pedidos não foram exitosos. Em 1833 dirigem-se novamente ao mesmo Conselho, fazendo igual pedido, e finalmente foram atendidos.
A povoação do Brejo da Madre de Deus, foi elevada à categoria de vila em 20 de maio de 1833, constituindo-se em sede do município de igual nome, desmembrado do município de Cimbres (atual município de Pesqueira) que já era sede municipal desde 3 de abril de 1762.
A Vila foi devidamente instalada pelo cel. Pantaleão de Siqueira Cavalcanti, então presidente da Câmara de Cimbres, no dia 26 de outubro de 1833, sendo os seus primeiros Vereadores: Tomás Alves Maciel, João Lúcio da Silva, Antônio Francisco Cordeiro de Carvalho, José Pedro de Miranda Henriques, Simeão Coreia de Albuquerque, o Padre Luís Carlos Coelho da Silva e João José Velho, os quais, deferido o competente juramento, entraram logo em exercício, funcionando a Câmara de Vereadores em um prédio localizado na Rua das Laranjeiras, em frente ao local foi erguido o pelourinho.
Constava então a Vila de oito ruas e dois pátios, com cerca de cem prédios, e tinha uma Escola Primária com aulas de latim e de francês, ministradas pelo padre Pedro Marinho Falcão.
O Bispo de Olinda Dom João da Purificação Marques Perdigão visitou  o Brejo em 1836, ele esteve na localidade entre os dias 23 de Novembro e 1° de Dezembro daquele ano; em seu relatório questionou a falta de cuidado do padre Pedro Marinho Falcão com a conservação da Igreja Matriz, o sacerdote mostrou ainda uma preocupação com o grande número de casais que viviam em concubinato. O Bispo crismou durante a visita cerca de 2000 pessoas e celebrou missas tanto na Igreja Matriz quanto na capela de Nossa Senhora da Conceição (Atual co-Matriz do Bom Conselho).
Por decisão do Conselho da Província, em 1833 foi criada a comarca do Brejo da Madre de Deus (desmembrada da Comarca de Flores), sendo instalada em 22 de outubro do mesmo ano, tendo como primeiro Juiz de Direito o Dr. João José Teixeira da Costa. É classificada comarca de primeira entrância pelos decretos números 687 de 1850 e 5139 de 13 de novembro de 1872. Em 1841 Jerônimo Martiniano Figueira de Melo ocupou cargo de juiz da comarca, posteriormente ele foi ministro do Supremo Tribunal de Justiça e senador do Império. O cargo de juiz do Brejo foi exercido também por Antônio Epaminondas de Barros Correia, que mais tarde se tornou governador de Pernambuco.
Durante a primeira metade do século XIX o Brejo foi um lugar bastante rico e muito povoado, contudo a prosperidade foi se diluindo, em parte graças as secas frequentes, cabe destacar a Grande estiagem que durou de 1877 até 1879; que fizeram declinar consideravelmente as fontes de receita do município enfraquecendo grandemente a pecuária e a agricultura além de matar inúmeras pessoas.
O Brejo teve o predicamento de cidade - cronologicamente a 11.ª em Pernambuco - em virtude da Lei Provincial nº 1.327, de 4 de fevereiro de 1879.
Pela lei Estadual nº 52, de 20 de junho de 1893, Brejo da Madre de Deus foi constituído em município autônomo, sendo seu primeiro prefeito Francisco Alves Cavalcanti Camboim, o Barão de Buíque e sub-prefeito Constantino Magalhães da Silva.

### Século XX
Com a criação de novos municípios pela Lei Estadual nº 1.931, de 11 de setembro de 1928, o município de Brejo da Madre de Deus perdeu os distritos de Belo Jardim, Serra dos Ventos e Aldeia Velha (atual Xucuru), que passaram a construir um novo município: Belo Jardim. Voltando a cidade do Brejo da Madre de Deus ser sede municipal, condição que havia perdido para Belo Jardim desde 1924.
Pelo decreto-lei estadual nº 235, de 9 de dezembro de 1938, o município de Brejo da Madre de Deus passou a denominar-se simplesmente Madre de Deus. Pela lei estadual nº 421, de 31 de dezembro de 1948, o município de Madre de Deus voltou a denominar-se Brejo da Madre de Deus. 
Pela lei estadual nº 3333, de 31 de Dezembro de 1958, o distrito de Jataúba é elevado à categoria de município. Entretanto, o governador do estado vetou esta elevação. O veto foi derrubado pelo STF. O Brejo então foi desmembrado novamente, perdendo o distrito de Jataúba, que em 2 de março de 1962 passou a ser um município autônomo.

## Geografia

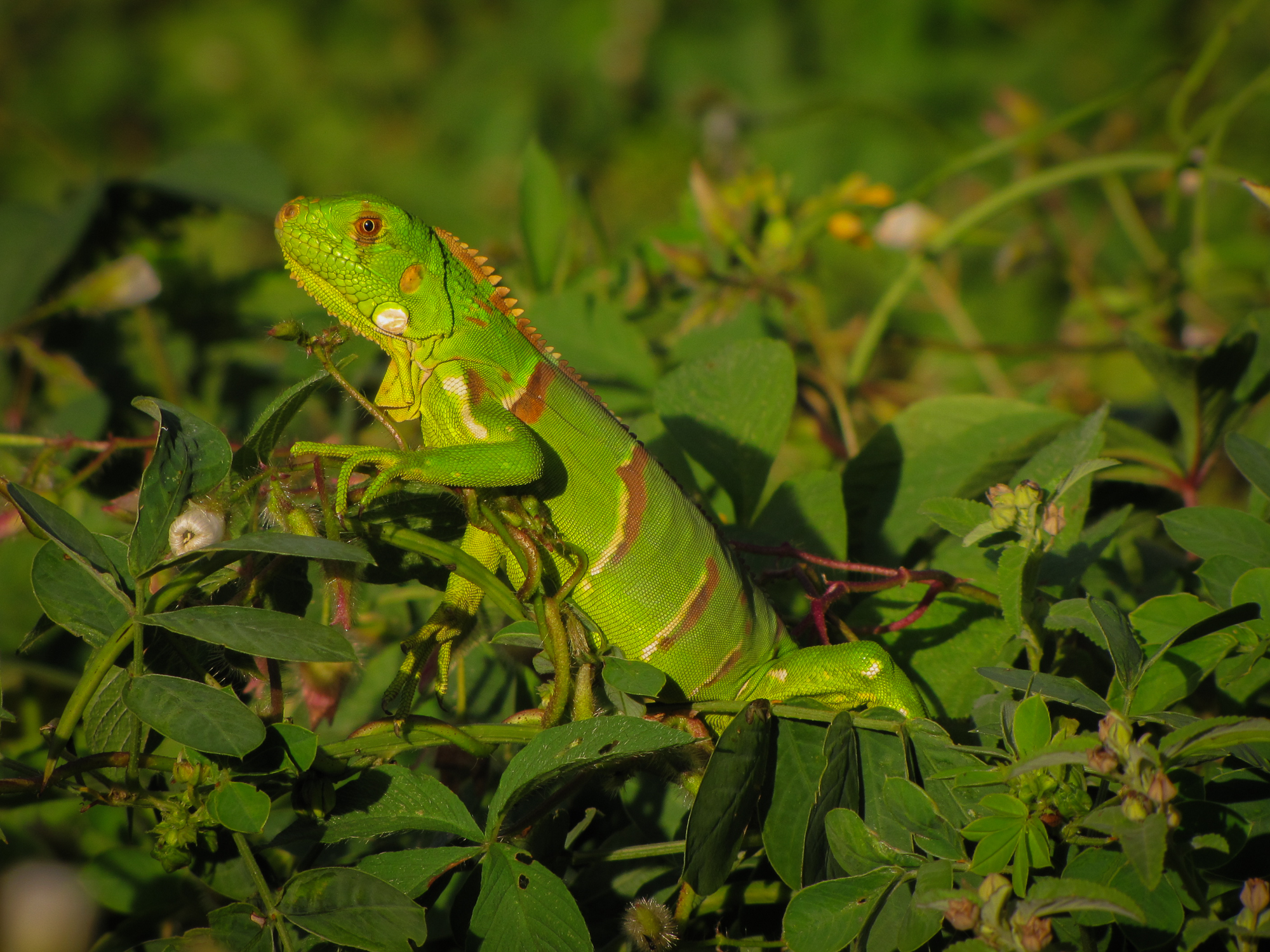
O camaleão é um animal da fauna do município

Com altitude de 636 metros, o município se localiza à latitude 08°08'45" sul e à longitude 36°22'16" oeste. Sua população estimada em 2021 era de 51 696 habitantes, distribuídos em 762,35 km² de área.
Compõem-no cinco distritos: Brejo da Madre de Deus (sede), Barra do Farias, Fazenda Nova, Mandaçaia e São Domingos.
Está localizado no Planalto da Borborema, numa altitude média de 636 m. De acordo com o IBGE, o município detém o cume mais alto do estado de Pernambuco, o Pico da Boa Vista, que fica localizado na Serra do Ponto, cuja altitude chega a 1.195 metros acima do nível do mar.
A vegetação predominante é a caatinga hiperxerófila, apresenta também mata atlântica nas partes mais altas do município. O município encontra-se na bacia do Rio Capibaribe. Os principais açudes da cidade são: Machado (1.228.340m³) e Oitís (3.020.159m³).

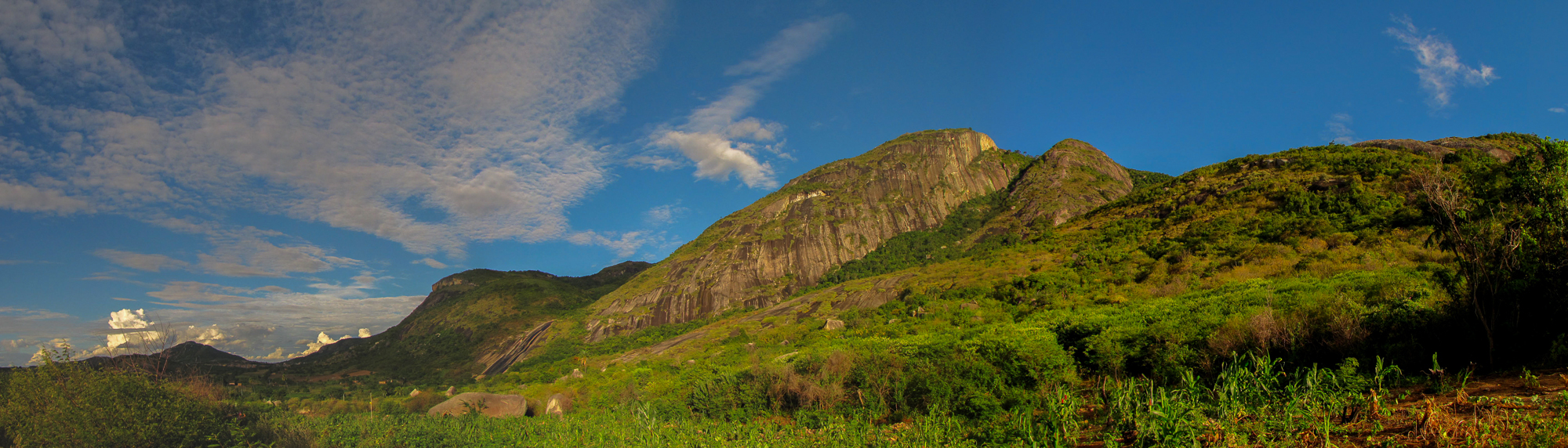
A Serra do Ponto tem altitude média de 800m metros onde se localiza o Pico da Boa Vista com 1.195 metros.

### Clima
- Tipo de clima: Semiárido
- Precipitação pluviométrica: 928,1 mm
- Temperatura média anual: 22,3 °C
- Meses chuvosos: abril a julho

| Dados climatológicos para Brejo da Madre de Deus | Dados climatológicos para Brejo da Madre de Deus | Dados climatológicos para Brejo da Madre de Deus | Dados climatológicos para Brejo da Madre de Deus | Dados climatológicos para Brejo da Madre de Deus | Dados climatológicos para Brejo da Madre de Deus | Dados climatológicos para Brejo da Madre de Deus | Dados climatológicos para Brejo da Madre de Deus | Dados climatológicos para Brejo da Madre de Deus | Dados climatológicos para Brejo da Madre de Deus | Dados climatológicos para Brejo da Madre de Deus | Dados climatológicos para Brejo da Madre de Deus | Dados climatológicos para Brejo da Madre de Deus | Dados climatológicos para Brejo da Madre de Deus |
| Mês                                              | Jan                                              | Fev                                              | Mar                                              | Abr                                              | Mai                                              | Jun                                              | Jul                                              | Ago                                              | Set                                              | Out                                              | Nov                                              | Dez                                              | Ano                                              |
| ------------------------------------------------ | ------------------------------------------------ | ------------------------------------------------ | ------------------------------------------------ | ------------------------------------------------ | ------------------------------------------------ | ------------------------------------------------ | ------------------------------------------------ | ------------------------------------------------ | ------------------------------------------------ | ------------------------------------------------ | ------------------------------------------------ | ------------------------------------------------ | ------------------------------------------------ |
| Temperatura máxima média (°C)                    | 29                                               | 28,7                                             | 28,4                                             | 27                                               | 25                                               | 23,4                                             | 22,8                                             | 23,6                                             | 25,5                                             | 27,4                                             | 28,5                                             | 28,8                                             | 26,5                                             |
| Temperatura média (°C)                           | 23,6                                             | 23,4                                             | 23,3                                             | 22,5                                             | 21,2                                             | 19,9                                             | 19,2                                             | 19,6                                             | 21                                               | 22,3                                             | 23                                               | 23,3                                             | 21,9                                             |
| Temperatura mínima média (°C)                    | 18,2                                             | 18,1                                             | 18,3                                             | 18,1                                             | 17,5                                             | 16,4                                             | 15,6                                             | 15,6                                             | 16,6                                             | 17,2                                             | 17,6                                             | 17,8                                             | 17,2                                             |
| Precipitação (mm)                                | 39                                               | 66                                               | 131                                              | 124                                              | 75                                               | 68                                               | 67                                               | 31                                               | 18                                               | 11                                               | 14                                               | 31                                               | 675                                              |
| Fonte: Climate-data.org                          |                                                  |                                                  |                                                  |                                                  |                                                  |                                                  |                                                  |                                                  |                                                  |                                                  |                                                  |                                                  |                                                  |

## Demografia
Segundo a contagem do Instituto Brasileiro de Geografia e Estatística, em 2010, o município possuía 45 180 habitantes, sendo a maioria do sexo feminino, com 23 000 habitantes mulheres, e os 22 180 restantes do sexo masculino. Ainda segundo o censo, 35 124 habitantes viviam na zona urbana e 10 056  habitantes na zona rural.
No primeiro Censo demográfico do Brasil realizado em 1872 o município tinha 28 530 habitantes; sendo 15 842 pessoas na paróquia de São José do Brejo e 12 688 habitantes na paróquia de Santa Águeda de Pesqueira.
No censo seguinte ocorrido em 1890 a população do município era de 20 514 habitantes; sendo 13 655 pessoas na paróquia de São José do Brejo, 4 493 pessoas na paróquia de Nossa Senhora do Belo Jardim e 2 366 habitantes na paróquia de Santo António de Jacarará. O município tinha, em 1890, sete distritos: São José do Brejo, Jurema, Mandaçaia, Santo Antonio de Jacarará, Santa Cruz, Serra do Vento, Caropotós.
No censo de 1920 o município possuía 48 784 habitantes; a nomenclatura "paróquia" foi substituída pela palavra "distrito", sendo 10 154 residentes em Brejo, 7 880 no distrito de Serra dos Ventos, 14 126 no distrito de Belo Jardim, 7 250 no distrito de Jatobá, 5 137 no distrito de Mandaçaia e 4 237 no distrito de Aldeia Velha.
No censo de 1940 além de perder os distritos de Belo Jardim, Serra dos Ventos e Aldeia Velha, o município mudou de nome, passou a se chamar Madre de Deus, naquele ano possuía 29 131 habitantes; sendo 15 255 na sede, 10 245  no distrito de Jatobá e 3 631 no distrito de Fazenda Nova.
No censo de 1950 o município volta a se chamar Brejo da Madre de Deus, eram 35 459 habitantes, sendo 17 261 homens e 18 198 mulheres, sendo 19 803 pessoas em Brejo, 12 559 habitantes no distrito de Jataúba e 3 097 residentes no distrito de Fazenda Nova.

## Turismo

### Nova Jerusalém

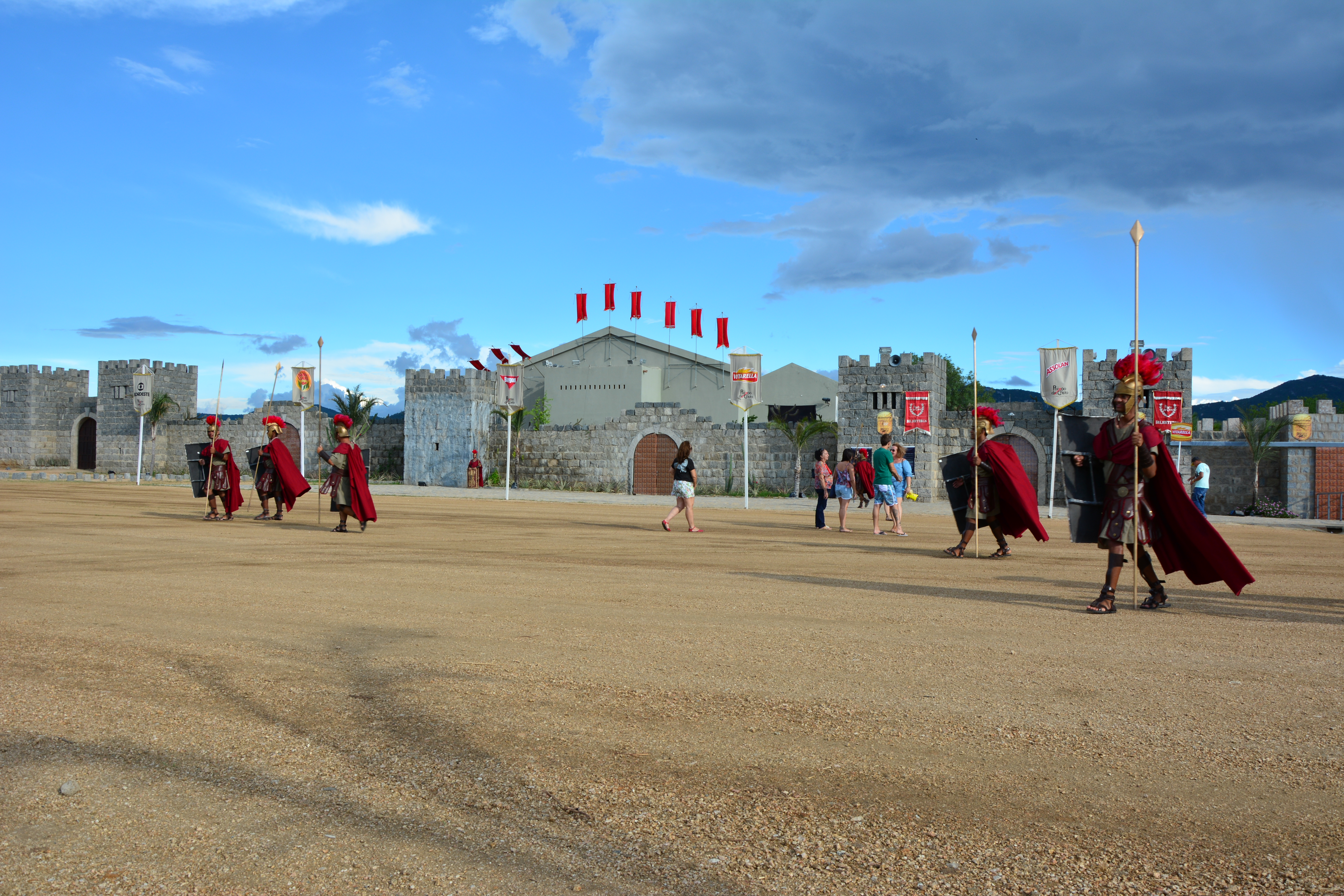
Muralhas no Teatro de Nova Jerusalém, considerado o maior teatro a céu aberto do mundo.

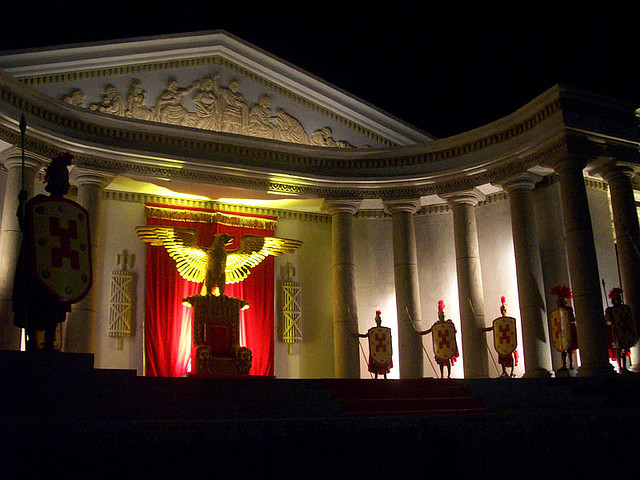
Fórum de Pilatos no Teatro de Nova Jerusalém.

Considerado o maior teatro ao ar livre do mundo, Nova Jerusalém atrai mais de 3,5 milhões de turistas à cidade. No teatro é encenada "A paixão de Cristo". O teatro é cercado por enormes muralhas e com nove cenários, que com sua grandiosidade se torna o maior espetáculo ao ar livre do mundo. O espetáculo teve origem nas ruas do distrito de fazenda Nova, em 1951, por Epaminondas Mendonça, e os figurantes do espetáculo eram os próprios moradores do distrito.
Seus cenários buscam representar uma reconstrução da cidade de Jerusalém nos tempos em que viveu Jesus. Seu projeto foi idealizado e construído por Plínio Pacheco em 1956, concluído somente em 1968. Todos os anos, durante a Semana Santa, realiza-se o popular espetáculo "Paixão de Cristo de Nova Jerusalém". Participam dessa encenação cerca de 500 pessoas, entre atores de expressão nacional, atores regionais e figurantes.
Considerado o maior teatro a céu aberto do mundo, com 100.000m², o espaço conta com lagos artificiais, nove palcos, uma muralha de 3.500 m de pedras com 9 metros de altura e 70 torres. Sua área equivale a um terço da Jerusalém da época de Jesus.

### Parque das Esculturas Monumentais Nilo Coelho
A aproximadamente dois quilômetros do teatro fica o Parque das Esculturas Nilo Coelho, um espaço de 70 hectares dedicado à natureza e à cultura. Parque retrata as figuras do nordeste por meio de esculturas feitas em pedra granítica, algumas medindo até 7 metros de altura.

### Centro Histórico

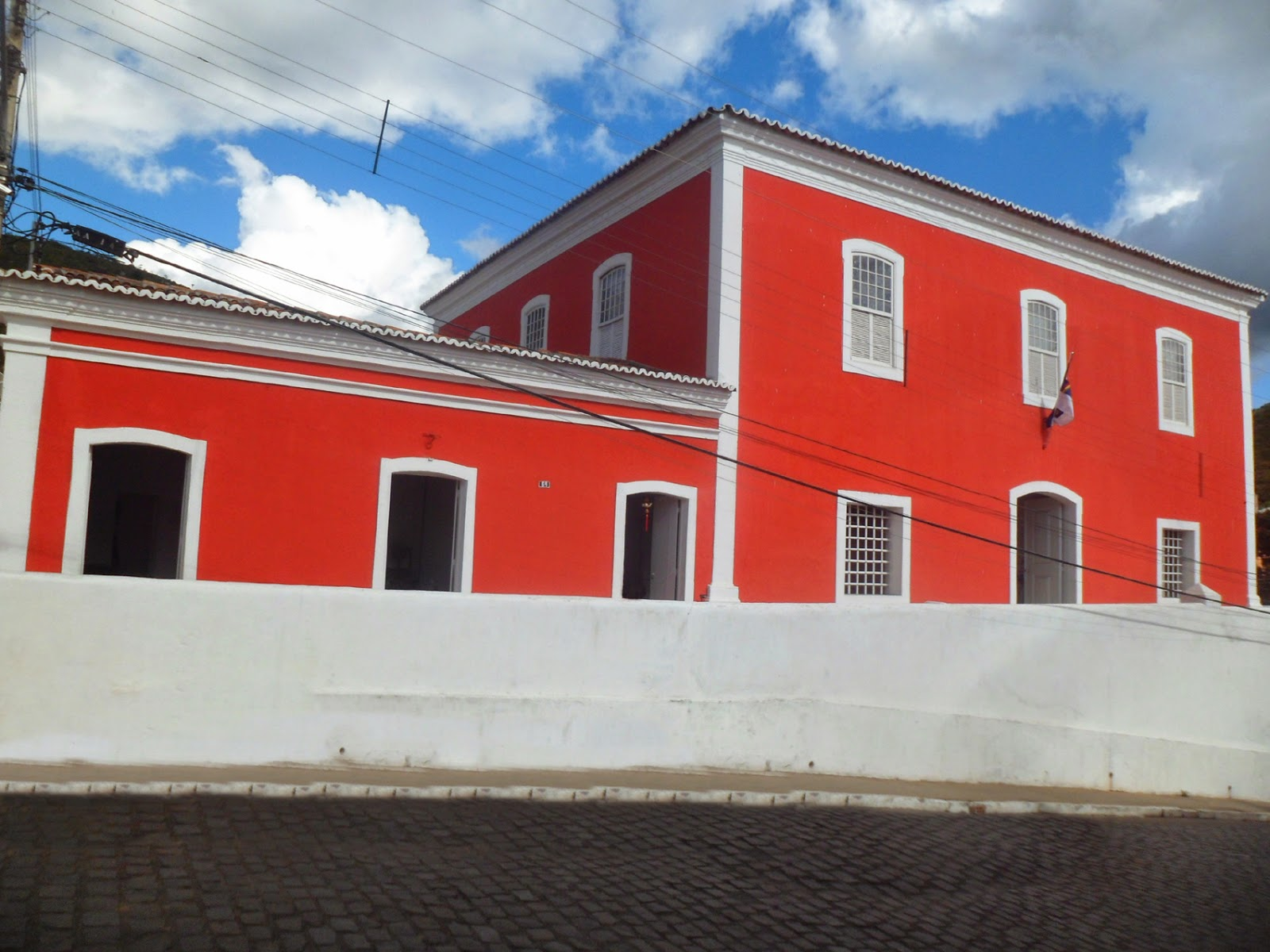
Antiga Casa da Câmara e Cadeia da cidade. Hoje abriga um Centro Cultural.

Na sede do Município encontram-se vários edifícios e prédios históricos que se destacam por sua tipologia e arquitetura. Entre esses as igrejas, os casarios do século XIX e alguns edifícios isolados chamam bastante a atenção por sua beleza, sendo alguns tombados pela FUNDARPE.
O edifício de maior destaque na cidade é a Casa da Câmara e Cadeia, construída entre 1837 e 1847, foi projetada  pelo engenheiro francês Louis Léger Vauthier, autor de obras importantes na capital como o Teatro de Santa Isabel, o prédio foi concluído pelo engenheiro recifense José Mamede Alves Ferreira. Entre 1847 e 2005 o edifício foi ocupado por várias repartições públicas, no prédio já funcionou o fórum, a Prefeitura, a Câmara Municipal, a cadeia, a delegacia e, a agência de estatística (IBGE), a coletoria federal. Hoje a construção abriga um centro cultural.
O Brejo conta ainda com o Museu Histórico instalado num sobrado construído em 1854 na Rua de São José, número 46. O sobrado de dois pavimentos dispõe de oito compartimentos no térreo, cinco compartimentos no primeiro andar e é revestido de azulejos portugueses; a construção é atribuída ao engenheiro pernambucano José do Rego Couto Maciel. Durante boa parte do século XX o proprietário do prédio foi o comerciante Alípio Magalhães da Silva Porto, que na década de 1970 autorizou que o sobrado fosse transformado no museu local. O espaço foi fundado, pela brejense Dulce de Souza Pinto, em fevereiro de 1977. Com o apoio da população local, foi reunido um riquíssimo acervo de aproximadamente mil e duzentas peças, incluindo mobiliário, armaria, arte sacra, utensílios domésticos, instrumentos de suplício, fotografias, documentos, artefatos tecnológicos de uso cotidiano e material etnográfico indígena; que ajudam a contar parte da história do Brasil desde o período pré-colonial até os nossos dias. Recebeu inicialmente o nome de "Museu Sobrado Colonial" e, a partir de 1991, tornou-se o "Museu Histórico do Brejo da Madre de Deus". Trata-se do único museu do interior de Pernambuco montado nos padrões museológicos e o único a dispor de acervos arqueológicos e paleontológicos resgatados em pesquisas no município, realizadas pela Universidade Católica de Pernambuco.
Entre as igrejas, a Matriz de São José se mostra imponente na paisagem, localizada num ponto alto da cidade e construída em 1792 em estilo barroco, a igreja foi reconstruída em 1853, aumentada em 1858 e novamente outras vezes durante o século XX. Há também a Capela da Mãe Rainha construída em novembro de 1990, situada no alto de uma colina onde se tem uma bela visão panorâmica da localidade. A Igreja de Nossa Senhora do Bom Conselho (localizada na praça de mesmo nome) já existia desde as primeiras décadas do século XIX, porém era dedicada a Nossa Senhora da Conceição , a capela foi transformada em igreja no começo da década de 1850, as obras só foram concluídas em 1868, e reformada no início da década de 1950 pelo Cônego António Duarte Cavalcanti, o mesmo que escreveu a letra do hino da cidade.

### Serra do Ponto
O fator geográfico também atrai turistas o ano todo à cidade. A Serra do Ponto tem uma das mais belas vistas do estado de Pernambuco. De acordo com o IBGE, ela detém o cume mais alto de Pernambuco, o Pico da Boa Vista, cuja altitude chega a 1.195 metros acima do nível do mar.
Serra do Ponto com sua formação rochosa bastante conhecida, já foi cenário de filmes como Auto da Compadecida (1.ª Versão), A Noite do Espantalho, Riacho de Sangue, As três Marias, A Vingança dos Doze e Terra sem Deus. O local é ideal para a prática Trekking, Rapel e Escalada. A serra foi palco, em 2010 e 2017, do Encontro de Escaladores do Nordeste.
No alto da Serra do Ponto, encontra-se uma pirâmide de pedra, construída pelo Arquiteto francês Louis Léger Vauthier, com o intuito de elaborar o mapa do estado de Pernambuco e está centralizada com os pontos cardeais.

### Mata do Bitury
A Mata do Bitury, com uma fauna diversificada e resquícios de Mata Atlântica, tendo uma área de 700 hectares, faz com que os amantes dos esportes radicais sempre estejam em contato com a natureza, sendo a floresta localizada há 1.050 metros acima do nível do mar.

## Economia
A atividade econômica predominante é a sulanca (como é chamada a atividade têxtil, na região) que emprega maioria da população do município. No distrito sede é grande o número de agricultores e trabalhadores do setor de serviços, destaca-se também o uso e a adaptação do toyota bandeirante um dos símbolos da cidade. No distrito de Fazenda Nova o setor de turismo é o que predomina através da localização do Teatro de Nova Jerusalém. No distrito de São Domingos o setor predominante é o da Sulanca devido a proximidade com a cidade de Santa Cruz do Capibaribe, que é o polo nacional desse tipo de confecção.

## Personalidades
São naturais do Brejo da Madre de Deus figuras Históricas como:
- Antônio Wanderley Navarro Pereira Lins, foi juiz de direito e desembargador. Chegou ao cargo de presidente do Tribunal de Justiça de Santa Catarina, posto que ocupou entre 1913 e 1917. Assumiu o cargo de governador interino do estado de Santa Catarina de 20 a 24 de junho de 1915.
- Francisco Alves Cavalcanti Camboim, o Barão de Buíque, foi deputado provincial, Diretor Geral dos Índios da Província entre 1869 e 1879. Agraciado com o título de barão em 1871. Era oficial da Imperial Ordem da Rosa. Durante o Império, foi líder do Partido Conservador na região. Ele foi o primeiro prefeito do Brejo da Madre de Deus.
- Cônego Francisco Rochael Pereira de Brito Medeiros, deputado provincial por várias legislaturas. Durante o Império, era o líder do Partido Liberal na região. Foi o primeiro Regedor do Ginásio Pernambucano, exerceu o cargo entre 1870 e 1878.
- Joaquim Cordeiro Falcão, participou da Guerra do Paraguai, serviu durante o conflito junto ao 30.º Corpo de Voluntários da Pátria. Foi promovido a Tenente, em 21 de março de 1870, pelo ministro da guerra, o Barão de Muritiba; chegando, mais tarde, ao posto de Capitão Honorário do Exército.
- José Caetano de Medeiros, Capitão de Milícias adepto da Revolução Pernambucana de 1817, devido ao seu envolvimento nessa conjuração ele foi preso. Recebendo a liberdade em 6 de Fevereiro de 1818, através do perdão régio. Anos depois ele foi eleito para o cargo de Vereador na Câmara Municipal do Brejo da Madre de Deus.
- Reginaldo Alves Ferreira, conhecido pelo epíteto de Mestre Camarão, ele foi um importante sanfoneiro e musicista brasileiro.
- Wilson de Queirós Campos, foi senador, deputado estadual e deputado federal por Pernambuco, estado do qual seu filho Carlos Wilson foi governador (1990-1991). Eleito senador em 1970, teve o seu mandato abreviado, em 1975, devido ao Ato Institucional Número Cinco, sendo anistiado em 1979. O CT do Clube Náutico Capibaribe leva o seu nome: Centro de Treinamento Wilson Campos.

## Galeria

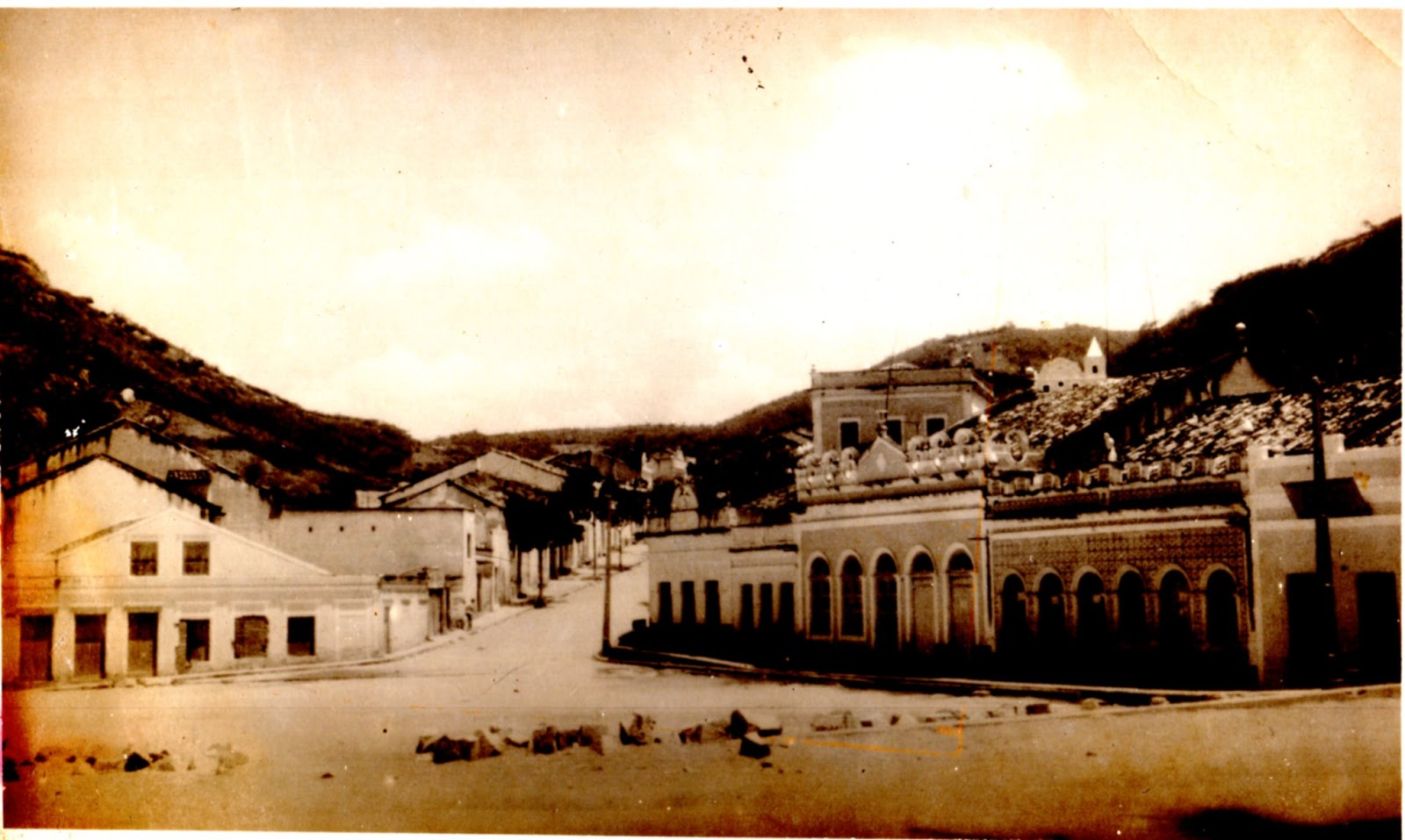
Brejo na década de 1950
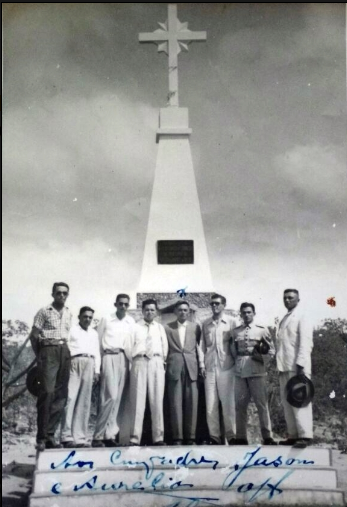
Marco zero do município do Brejo, c.a. 1954
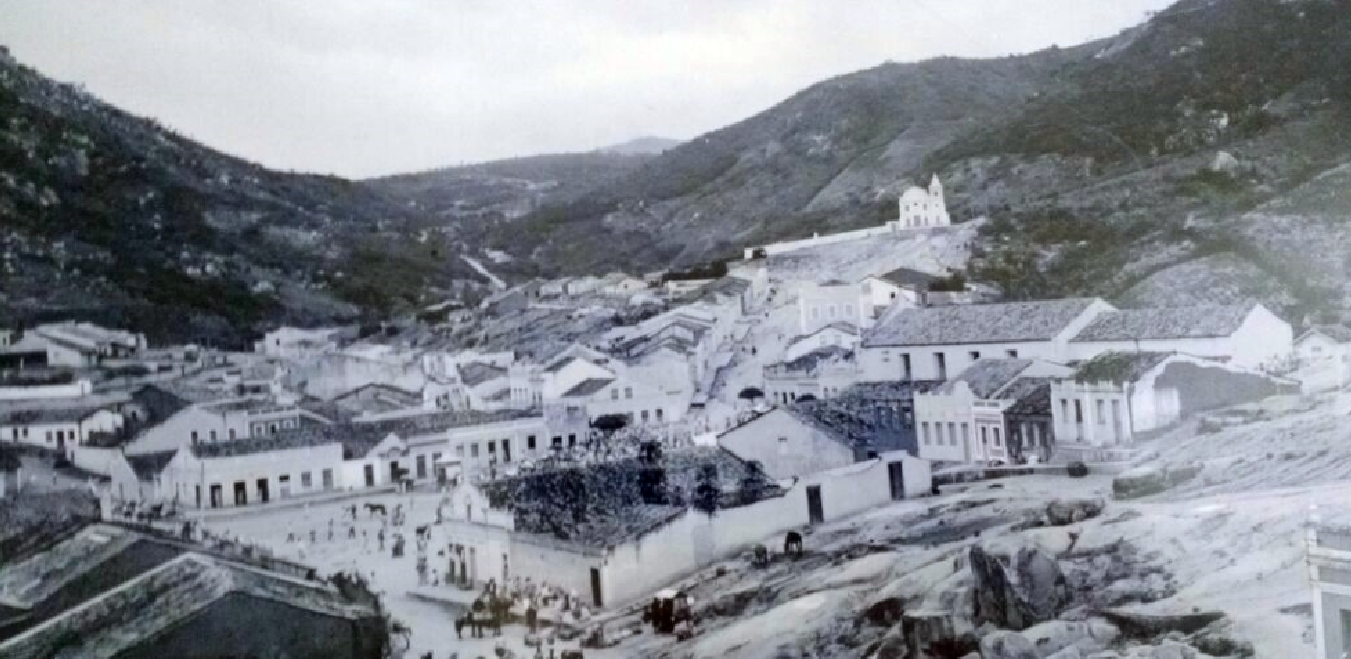
Cidade do Brejo, c.a. 1940.
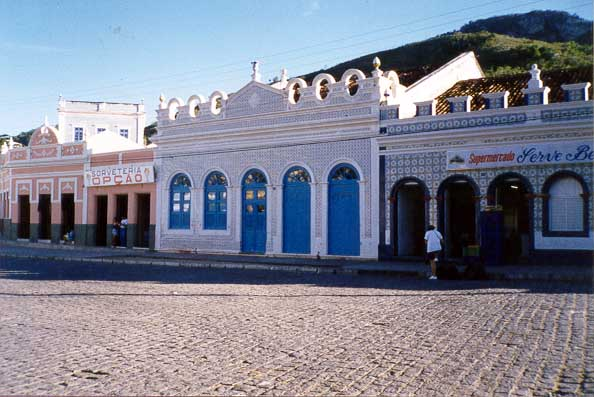
Casarios coloniais do Centro histórico em destaque a "Casa do A"
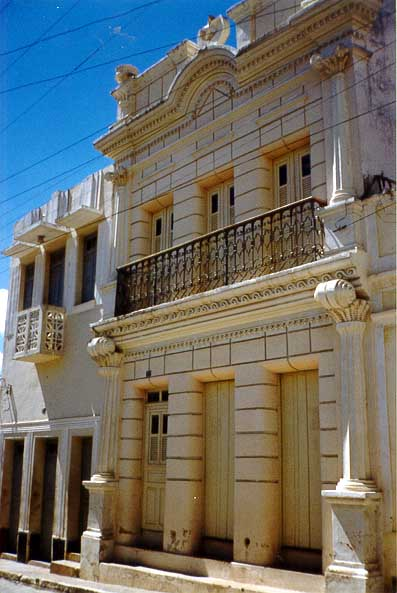
Um dos sobrados do Centro histórico
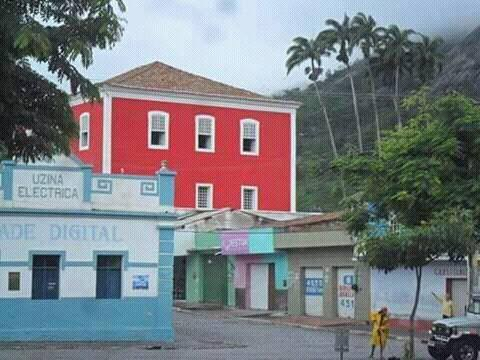
Casa da Câmara e Cadeia do Brejo, ao fundo as Palmeiras-imperiais, conhecidas popularmente como os "Sete Coqueiros"
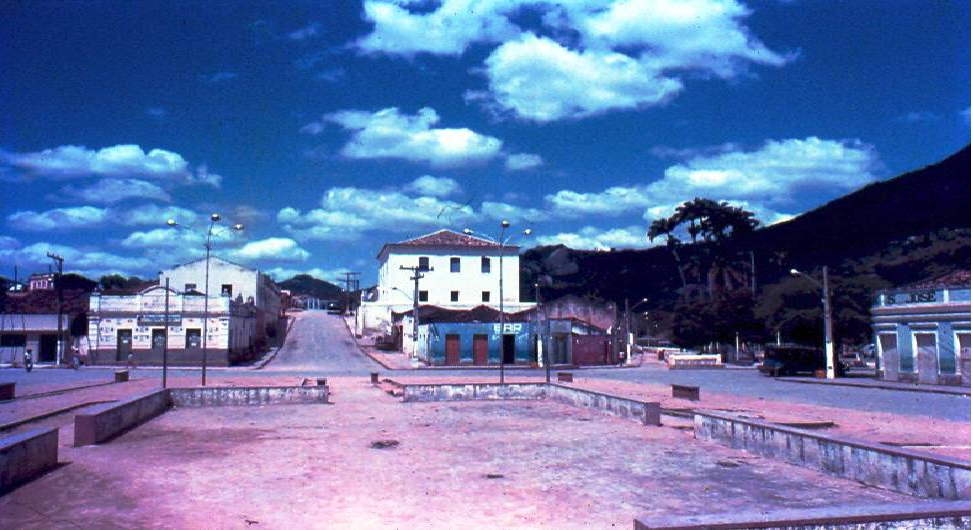
Casa da Câmara e Cadeia em outubro de 1978, vista a partir da praça do Bom Conselho
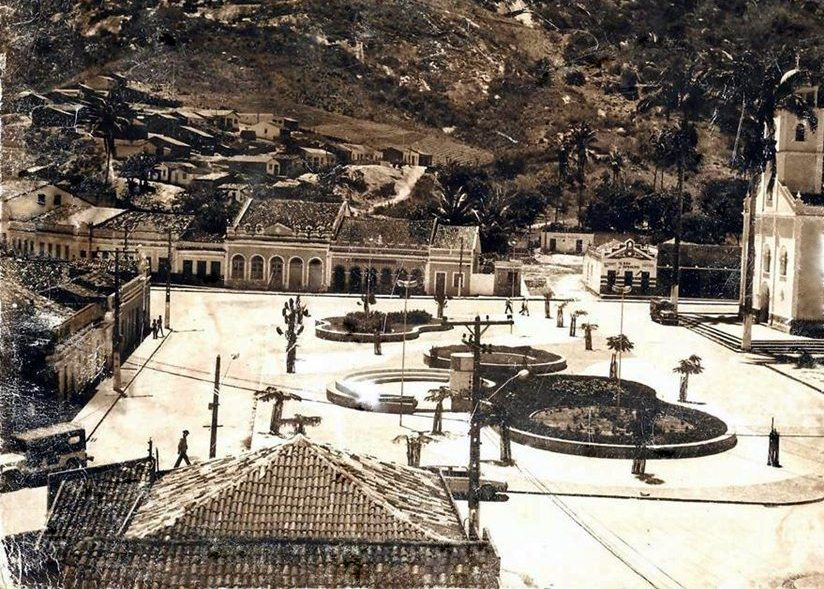
Praça do Bom Conselho na década de 80, vista a partir da Casa da Câmara e Cadeia
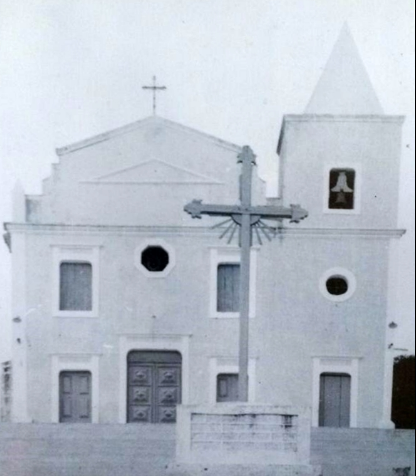
Igreja Matriz de São José na primeira metade do século XX
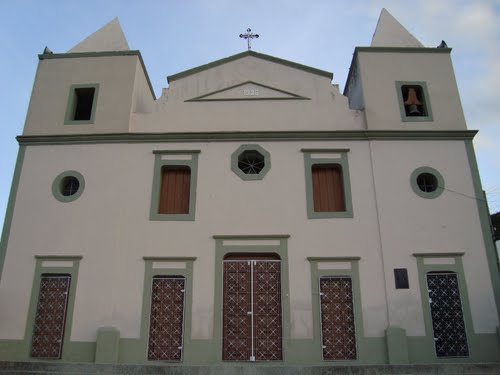
Igreja Matriz de São José na atualidade
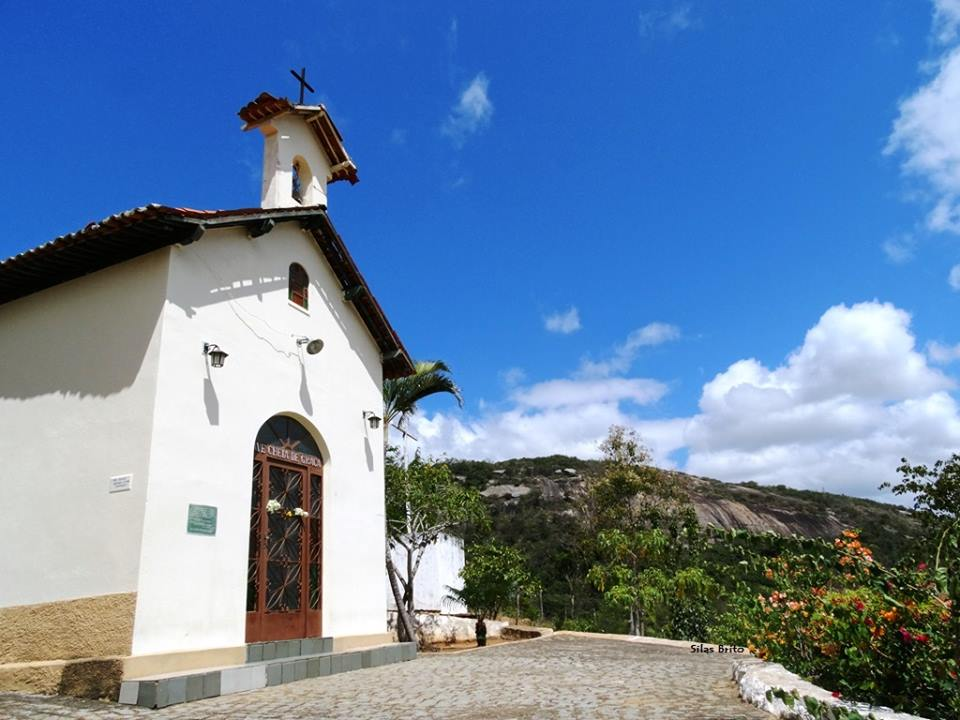
Capela da Mãe Rainha
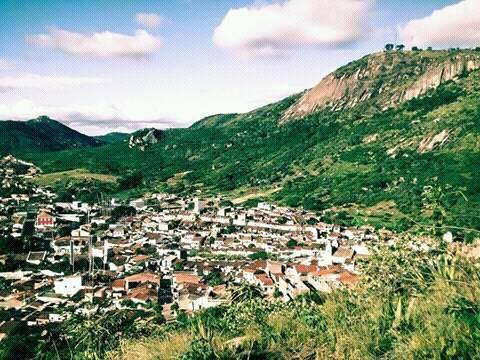
Vista panorâmica da cidade do Brejo com a serra da prata ao fundo
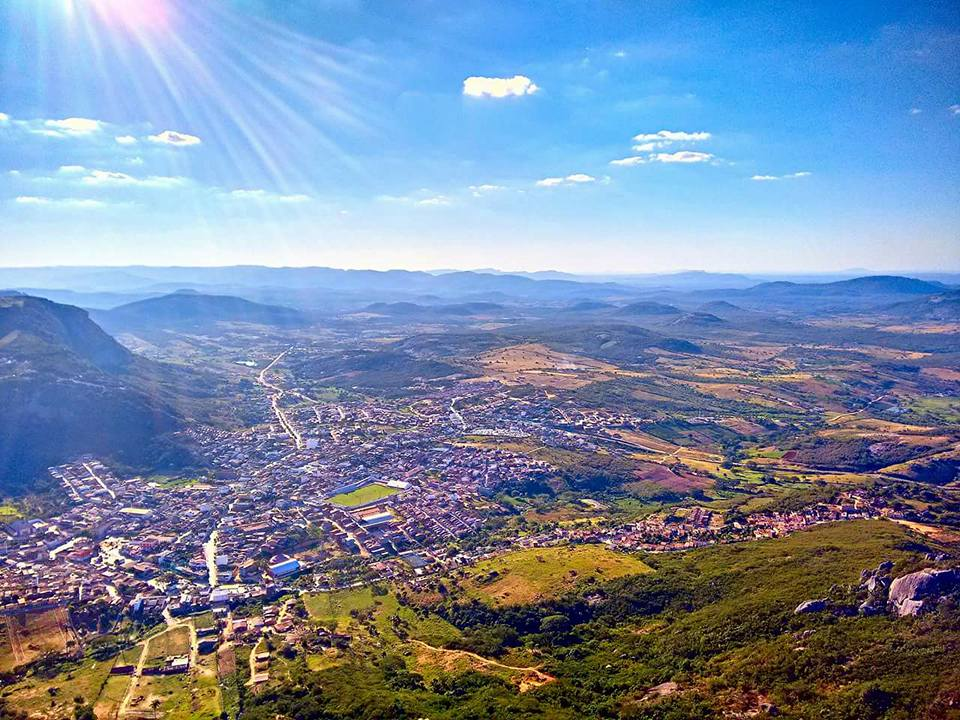
Cidade do Brejo vista a partir da Serra da Prata